# Dubohabřina

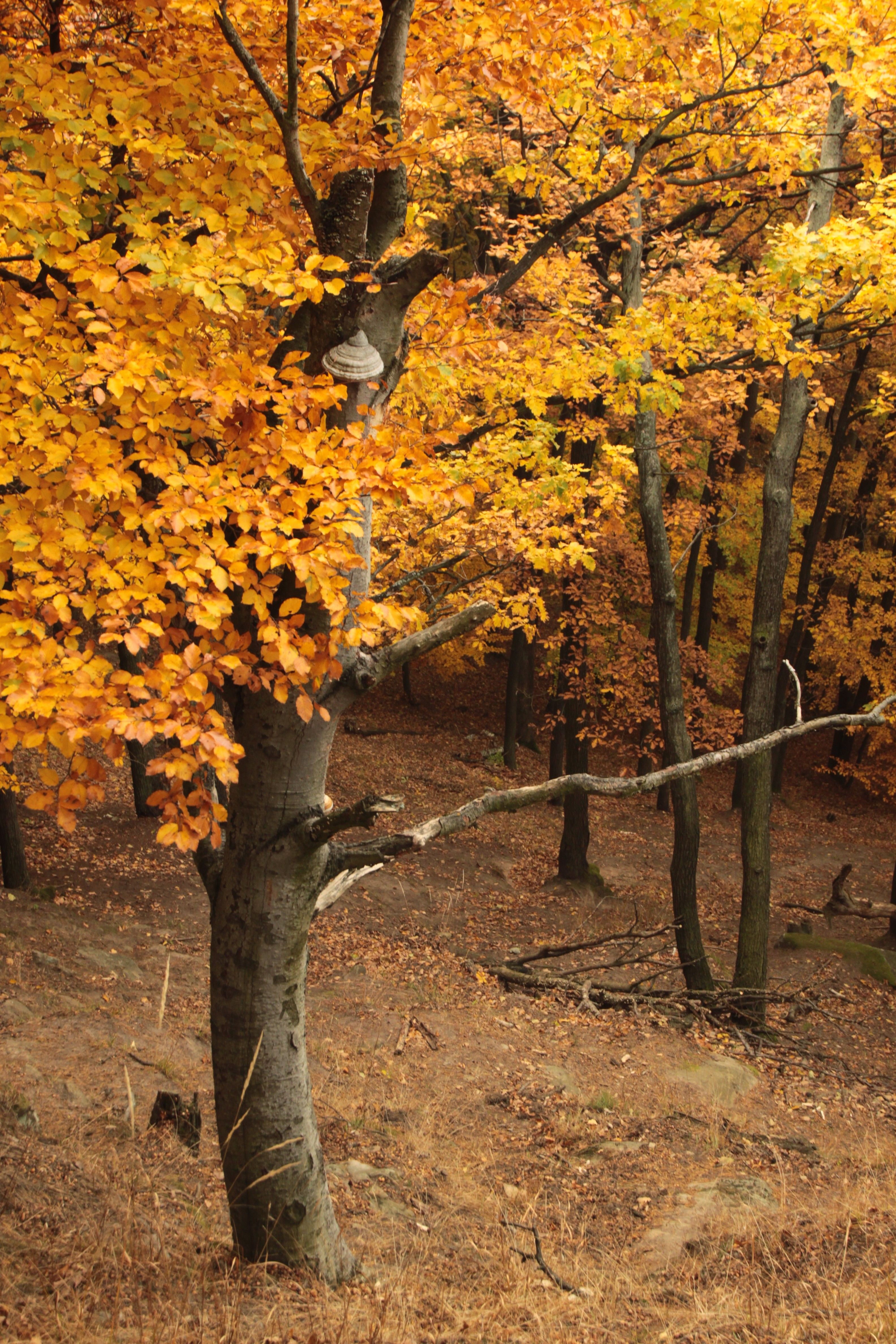
Dubohabrový háj na podzim - Břestecká skála

Dubohabřina, neboli dubohabrový háj, je biotop spadající mezi lesy, který se vyznačuje převažujícím zastoupením dubů nebo habrů. Stromové patro tvoří habr obecný (Carpinus betulus) a dub zimní (Quercus petraea) nebo letní (Quercus robur). Podíl může kolísat od čistě dubového až po čistě habrový. V podúrovni stromového patra bývá často zastoupena lípa malolistá nebo javor babyka. Keřové patro bývá různě vyvinuto, pokud je přítomné, tvoří jej mimo druhy stromového patra mimo jiné i líska nebo hloh. Bylinné patro tvoří druhy typické pro bučiny a dále teplomilnější zástupci jako zvonek broskvolistý, konvalinka vonná nebo černýš hajní. Nápadně je vyvinut jarní aspekt. Mechové patro není výrazné. V katalogu biotopů České republiky jsou dubohabřiny uvedeny pod zkratkou L3.x.

## Dubohabřiny jako jednotky přírodních biotopů v České republice
Katalog biotopů České republiky z roku 2010 (Milan Chytrý, Tomáš Kučera, Martin Kočí, Vít Grulich a Pavel Lustyk) rozděluje dubohabřiny na:

### L3.1 Hercynské dubohabřiny
Převažuje habr obecný (Carpinus betulus), dub zimní (Quercus petraea) a letní (Quercus robur). Často je přítomna příměs lípy malolisté (Tilia cordata). Keřové patro tvoří zástupci stromového patra menšího vzrůstu, z ostatních druhů pak svída krvavá (Cornus sanguinea), líska obecná (Corylus avellana), zimolez obecný (Lonicera xylosteum) a další. Významnou pozici v bylinném patře zastupuje jaterník podléška (Hepatica nobilis), sasanka hajní (Anemone nemorosa), jestřábník zední (Hieracium murorum), lecha jarní (Lathyrus vernus), strdivka nicí (Melica nutans), lipnice hajní (Poa nemoralis), plicník lékařský (Pulmonaria officinalis) nebo řimbaba chocholičnatá (Tanacetum corymbosum). Mechové patro téměř chybí.

### L3.2 Polonské dubohabřiny
Převažuje habr obecný (Carpinus betulus), lípa malolistá (Tilia cordata), dub letní (Quercus robur) nebo dub zimní (Quercus petraea). Keřové patro tvoří zástupci stromového patra menšího vzrůstu a dále líska obecná (Corylus avellana), krušina olšová (Frangula alnus) a další. Pro bylinné patro jsou typičtí zástupci mezofilních listnatých lesů jako kopytník evropský (Asarum europaeum), válečka lesní (Brachypodium sylvaticum), zvonek kopřivolistý (Campanula trachelium), pitulník žlutý (Galeobdolon luteum), lipnice hajní (Poa nemoralis), kokořík mnohokvětý (Polygonatum multiflorum), plicník lékařský (Pulmonaria officinalis), violka lesní (Viola reichenbachiana) a jiné. Běžně se objevují i vlhkomilné druhy – například bršlice kozí noha (Aegopodium podagraria), papratka samičí (Athyrium filix-femina) a ostřice lesní (Carex sylvatica) nebo zástupci boreálních jehličnatých lesů – pstroček dvoulistý (Maianthemum bifolium), šťavel kyselý (Oxalis acetosella), případně i sedmikvítek evropský (Trientalis europaea). Mechové patro je vyvinuté minimálně, případně chybí.

### L3.3 Karpatské dubohabřiny

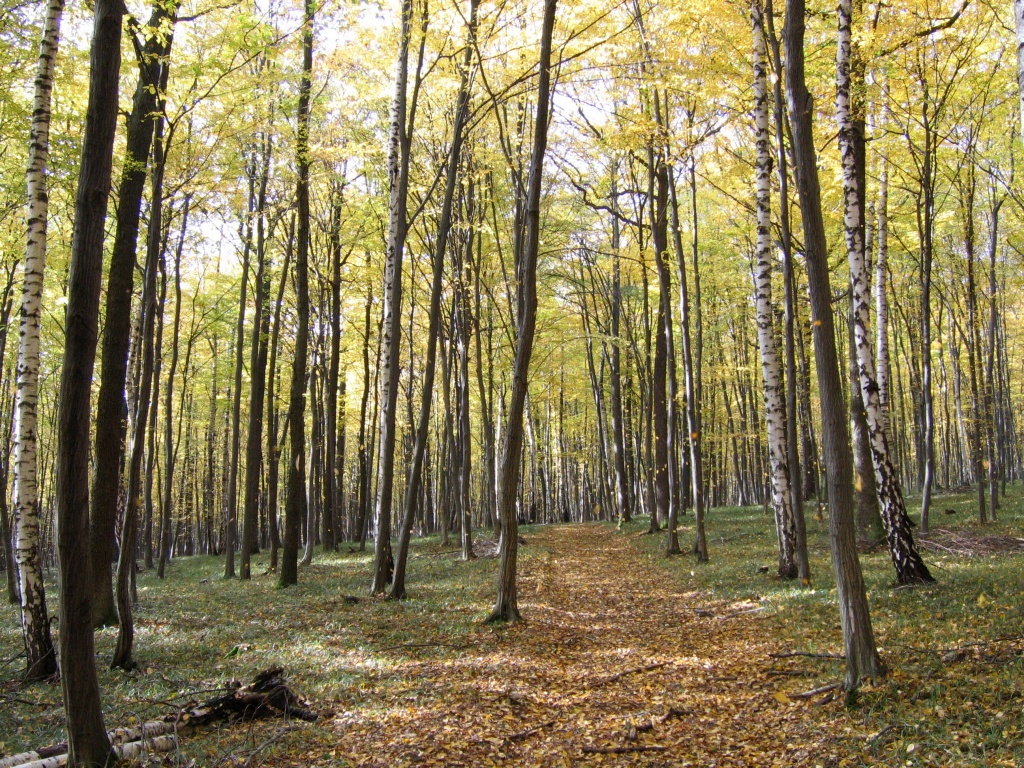
Karpatská ostřicová dubohabřina

Dominuje habr obecný nebo dub zimní, keřové patro je zastoupené v různé míře, v bylinném převládá ostřice chlupatá. Dále se dělí na:
- L3.3B Západo-karpatské dubohabřiny
- L3.3C Hercynsko-karpatské dubohabřiny
- L3.3D Polonsko-karpatské dubohabřiny

### L3.4 Panonské dubohabřiny
Převažuje habr obecný (Carpinus betulus), dub zimní (Quercus petraea) a letní (Quercus robur). Nižší úroveň stromového patra často doplňuje javor babyka (Acer campestre) a jeřáb břek (Sorbus torminalis). Keřové patro tvoří teplomilné keře – například svída dřín (Cornus mas), brslen bradavičnatý (Euonymus verrucosa), ptačí zob obecný (Ligustrum vulgare), řešetlák počistivý (Rhamnus cathartica). V bylinném patře chybí dominující druhy, častěji se v něm objevuje strdivka jednokvětá (Melica uniflora). Z hájových druhů jej doplňují zvonek broskvolistý (Campanula persicifolia), klinopád obecný (Clinopodium vulgare), konvalinka vonná (Convallaria majalis), srha hajní (Dactylis polygama), kostřava různolistá (Festuca heterophylla), mařinka vonná (Galium odoratum), hrachor lecha (Lathyrus vernus), lipnice hajní (Poa nemoralis), kokořík mnohokvětý (Polygonatum multiflorum) a violka lesní (Viola reichenbachiana). Typická je přítomnost teplomilných druhů, které v ostatních typech dubohabřin většinou přítomné nejsou: ostřice Micheliova (Carex michelii), dymnivka nízká (Corydalis pumila), hrachor černý (Lathyrus niger), kamejka modronachová (Lithospermum purpurocaeruleum), medovník velkokvětý (Melittis melissophyllum), prvosenka jarní (Primula veris), plicník měkký (Pulmonaria mollis) a violka divotvárná (Viola mirabilis). Mechové patro chybí úplně, nebo je zastoupeno jen sporadicky.